# Galleria Lercara Nuova
La Galleria Lercara Nuova è un tunnel ferroviario, a binario semplice, posto tra le stazioni di Roccapalumba-Alia e Castronovo di Sicilia, in provincia di Palermo, della ferrovia Palermo-Agrigento, in Sicilia.

## Storia
La galleria è situata tra il posto di movimento Lercara Diramazione (punto dove la linea si dirama in direzione Caltanissetta e Catania) e la stazione di Castronovo di Sicilia. Il tunnel, lungo quasi 3 km (2 787,69 metri), ha inizio al km 79+354 ed è stato costruito in previsione di completare la variante di tracciato tra le stazioni di Roccapalumba-Alia e Castronovo di Sicilia. Il nuovo tunnel sostituisce la Galleria Lercara (1 091 metri) nel vecchio tratto, oggi abbandonato, tra le stazioni di Lercara Bassa e Castronovo di Sicilia; per questo motivo è stata ridenominata la Galleria Lercara Nuova. I lavori di costruzione iniziarono alla fine del 2008 e durarono quasi 8 anni fino al 9 agosto 2016, quando venne abbattuto l'ultimo diaframma. La galleria è stata inaugurata in coincidenza del cambio di orario il 10 dicembre 2017, insieme alla variante (lunga circa 6 km) che collega la stazione di Castronovo di Sicilia al posto di movimento Lercara Diramazione allo scopo di ridurre i tempi di percorrenza tra i due capoluoghi con una riduzione di circa 20 minuti.